# 미노 (가수)
미노(MINO, 본명: 최민호, 1974년 7월 24일~)는 대한민국의 가수이자 힙합 그룹 프리스타일의 멤버이다.

## 음반
- 《이별병》(with 데프콘 & 소울맨) (2011년)

### 참여 음반
- 《SG 워너비 & 지아 - 처음처럼 (All Star 2집 Vol.3)》 (2008년)
  - 〈버릇처럼 (Feat. 미노)〉
- 《조영수 & All Star - 2집 조영수 All Star》 (2008년)
  - 〈버릇처럼 (Feat. 미노)〉
- 《타우 - I Make A Fool Of Myself Because I Love You So Much, I Cannot Live Without You. Mini Vol`1》 (2008년)
  - 〈우리들의 행복한 시간 (Narr. 안혜경 & 미노 Feat. JOO)〉
- 《이름없는 얼굴 - 제목없음》 (2009년)
  - 〈제목없음 (Feat. 수성 & 미노 & 데프콘)〉
- 《타우 - 우리들의 행복한 시간 그 후...내 머리속의 지우개》 (2009년)
  - 〈가을로 (Feat. 미노, 이상, 데이라이트)〉
- 《니아 - Good Bye》 (2009년)
  - 〈Goodbye (Rap Ver.)(Feat. 미노)〉
- 《신케이 - 나쁜 놈이었어》 (2010년)
  - 〈나쁜 놈이었어(Feat. 미노)〉
- 《로아 - Love Story Vol.1》 (2011년)
  - 〈이별, 그 빌어먹을 (Feat. 미노)〉
- 《이보람 - All Star》 (2011년)
  - 〈두 바보 (Feat. 미노)〉
- 《파스텔블루 - 그 남자이야기 (그리워서 pt.3)》 (2011년)
  - 〈그 남자이야기 (Feat. 미노 & JD)〉
- 《언더커버 - Under Cover Vol.2 What You Got》 (2012년)
  - 〈what you got (Feat. 미노 & JD)〉
- 《유리 - 거짓말이야》 (2014년)
  - 〈거짓말이야 (Feat. 미노)〉

## 가수 외 활동
- 《하하의 19TV 하극상》 (MBC Music, 2012 ~ 2013년)
- 《나 혼자 산다》 (MBC, 2013년)
- 《오늘부터 출근》 (tvN, 2014년)
- 《남자끼리》 (SBS플러스, 2015년)
- 《야만TV》 (Mnet, 2015년)
- 《정글의 법칙》 (SBS, 2015년)
- 《진짜 사나이》 (MBC, 2016년)

## 같이 보기
- 하하
- 지오